# 도미가타촌
도미가타촌(일본어: 富県村)은 일본 나가노현 가미이나군에 있던 촌이다. 현재의 이나시에 해당한다.

## 역사
- 1889년 4월 1일 - 정촌제 시행에 의해 가미이나군 도미가타촌이 단독으로 자치체를 형성하였다.
- 1954년 4월 1일 - 이나정, 미스즈촌, 데라촌, 히가시하루치카촌, 니시미노와촌과 합병해 이나시가 성립하여 동일 도미가타촌은 폐지되었다.

## 참고문헌
- 角川日本地名大辞典 20 長野県